# Ontherus monilistriatus
Ontherus monilistriatus là một loài bọ cánh cứng trong họ Bọ hung (Scarabaeidae).